# سیارک ۱۷۱۴۴۸
سیارک ۱۷۱۴۴۸ (به انگلیسی: 171448 Guchaohao، نامگذاری:2007RD147) صد و هفتاد و یک هزار و چهارصد و چهل و هشتمین سیارک کشف شده‌است که در ۱۱ سپتامبر ۲۰۰۷ کشف شد.